# Cabo Goyena
Das Cabo Goyena ist ein Kap an der Südküste der Joinville-Insel vor dem nordöstlichen Ende der Antarktischen Halbinsel. Es liegt unmittelbar östlich des Tay Head.
Argentinische Wissenschaftler benannten es nach der Goyena, Forschungsschiff bei vier argentinischen Antarktisexpeditionen zwischen 1967 und 1973.